# Südliches Dreieck

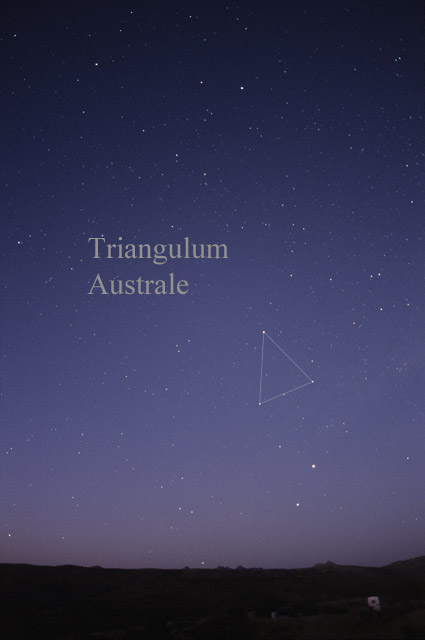
Das Sternbild, wie es mit dem bloßen Auge gesehen werden kann.

Das Südliche Dreieck (lateinisch  Triangulum Australe) ist ein Sternbild des Südhimmels.

## Beschreibung
Das Sternbild setzt sich aus drei hellen Sternen zusammen. Es ist auffälliger als sein nördliches Gegenstück, das Dreieck.
Durch das Südliche Dreieck zieht sich das Band der Milchstraße. Hier findet man den auffälligen offenen Sternhaufen NGC 6025.
Von Mitteleuropa aus ist das Südliche Dreieck unsichtbar. Eine richtige Beobachtung wird erst südlich des nördlichen Wendekreises möglich.

## Geschichte
Als Urheber des Sternbildes werden teils die niederländischen Seefahrer Pieter Dirkszoon Keyser und Frederick de Houtman genannt, die 1595–97 den südlichen Himmel vermaßen. Von ihnen übernahm es Johann Bayer in seinen 1603 erschienenen Himmelsatlas Uranometria, und er wird aufgrund der maßgeblichen Bedeutung seines Werkes auch als der Autor angegeben. Schon 1589 findet es sich aber auf einem Himmelsglobus des Petrus Plancius. Tatsächlich steht es dort aber auf dem Kopf, und erst auf dem Globus von 1598, der die Vermessung von Keyser und de Houtman umsetzt, stellt es sich richtig dar. Beschrieben wurde es bereits 1500 vom spanischen Navigator Mestre João, der italienische Entdecker Amerigo Vespucci erwähnt es 1502 im Bericht seiner zweiten Reise, und auch bei Andreas Corsali (1512) findet es sich. Plancius dürfte auf die Berichte der beiden Letzteren Bezug genommen haben, aber keine genauen Positionen gehabt haben.

## Himmelsobjekte

### Sterne
| B | F | Namen o. andere Bezeichnungen | m    | Lj   | Spektralklasse |
| - | - | ----------------------------- | ---- | ---- | -------------- |
| α |   | Atria                         | 1,91 | 416  | K2 IIb-IIIa    |
| β |   | Betria                        | 2,83 | 40   | F2 III         |
| γ |   | Gatria                        | 2,87 | 183  | A1 V           |
| δ |   |                               | 3,86 | 621  | G5 II          |
| ε |   |                               | 4,11 | 216  | K0 III         |
| ζ |   |                               | 4,90 | 39   | F9 V           |
|   |   | LP                            | 5,10 | 626  | Ap             |
| κ |   |                               | 5,11 | 3000 | G6 VII         |
|   |   | HR 6125                       | 5,19 | 670  | K0 II/IIICN    |
| ι |   |                               | 5,28 | 132  | F4 IV          |
| θ |   |                               | 5,50 | 328  | G8 / K0 III    |
| η |   |                               | 5,89 |      |                |

Der hellste Stern, α Trianguli Australis, ist 416 Lichtjahre entfernt. Es handelt sich um einen orange leuchtenden Stern der Spektralklasse K2, mit der neunfachen Masse und der 2.000fachen Leuchtkraft unserer Sonne. 

Der Name Atria ist ein Kürzel für Alpha Trianguli Australe.
β Trianguli Australis, der zweithellste Stern, gehört mit einer Entfernung von 40 Lichtjahren zur näheren Umgebung der Sonne.

### Veränderliche Sterne
| Stern | m           | Periode  | Typ                          |
| ----- | ----------- | -------- | ---------------------------- |
| ι     | 5,3         |          | Gamma-Doradus-Veränderlicher |
| R     | 6,0 bis 6,8 | 3,4 Tage | Cepheid                      |

ι Trianguli Australis ist ein 132 Lichtjahre entfernter veränderlicher Stern vom Typ Gamma Doradus.
R Trianguli Australis ist ein pulsationsveränderlicher Stern vom Typ der Cepheiden. Seine Helligkeit verändert sich regelmäßig über einen Zeitraum von 3,4 Tagen.

### NGC-Objekte
| Messier (M) | NGC  | sonstige | m   | Typ                  | Name |
| ----------- | ---- | -------- | --- | -------------------- | ---- |
|             | 5844 |          |     | Planetarischer Nebel |      |
|             | 5979 |          |     | Planetarischer Nebel |      |
|             | 6025 |          | 5,1 | Offener Sternhaufen  |      |
|             | 6156 |          |     | Galaxie              |      |
|             |      | IC 4584  |     | Galaxie              |      |
|             |      | IC 4585  |     | Galaxie              |      |
|             |      | IC 4595  |     | Galaxie              |      |

6025 ist ein offener Sternhaufen in etwa 2.700 Lichtjahren Entfernung. Er enthält etwa 60 Sterne, die heller als die 7. Größenklasse sind. Bereits im Prismenfernglas bietet er einen schönen Anblick.